# ラブ・シュープリーム 〜至上の愛〜
「ラブ・シュープリーム 〜至上の愛〜」（ラブ・シュープリーム 〜しじょうのあい〜）は、1983年2月5日にリリースされた八神純子の15枚目のシングルである。発売元はディスコメイトレコード。

## 概要
A面曲「ラブ・シュープリーム 〜至上の愛〜」は、映画『宇宙戦艦ヤマト 完結編』の主題歌として使用された。
B面曲の「ユキの愛」は、映画『宇宙戦艦ヤマト 完結編』のBGMの1曲で、八神は直接関与していない。

## 収録曲
1. ラブ・シュープリーム 〜至上の愛〜 (4分25秒)
歌：八神純子
作詞・作曲：八神純子／編曲：宮川泰
2. ユキの愛 (Instrumental) (3分20秒)
演奏：シンフォニック オーケストラ ヤマト
作曲・編曲：宮川泰

## リリース日一覧
| 地域 | リリース日     | レーベル                | 規格                   | カタログ番号 | 備考                     |
| ---- | -------------- | ----------------------- | ---------------------- | ------------ | ------------------------ |
| 日本 | 1983年2月5日   | ディスコメイトレコード  | シングル盤             | DSF-239      | STEREO                   |
| 日本 | 2007年8月1日   | YAMAHA MUSIC PUBLISHING | デジタル・ダウンロード | 1229560422   | iTunes Store             |
| 日本 | 2015年12月15日 | YAMAHA MUSIC PUBLISHING | デジタル・ダウンロード | YMP0039      | e-onkyo FLAC 96kHz 24bit |
| 日本 | 2015年12月15日 | YAMAHA MUSIC PUBLISHING | デジタル・ダウンロード | YCAP-00031   | mora FLAC 96kHz 24bit    |

## タイアップ
| 曲順 | 曲名                              | タイアップ                                            | 備考 |
| ---- | --------------------------------- | ----------------------------------------------------- | ---- |
| A1   | ラブ・シュープリーム 〜至上の愛〜 | 映画『宇宙戦艦ヤマト 完結編』主題歌                   |      |
| B1   | ユキの愛 (Instrumental)           | 映画『宇宙戦艦ヤマト 完結編』ヒロイン森雪のテーマより |      |

## 関連作品
- アルバム『LONELY GIRL』‐「ラブ・シュープリーム 〜至上の愛〜」の別バージョン（前奏・序盤の歌詞が異なる）を収録。